# Фарингализация
Фарингализа́ция (др.-греч. φάρυγξ «гортань») — коартикуляционный процесс, при котором артикуляция при произношении звуков сопровождается сужением гортани. Она придаёт согласным окраску гласного [а].
Такой способ образования звуков называется также вторичной артикуляцией. Так называемые эмфатические согласные арабского языка являются фарингальными согласными.
Смыслоразличительная фарингализация гласных встречается в эвенском, кетском, в некоторых тюркских языках, в частности, саянского ареала (тофаларский, диалекты тувинского), встречается как фарингализация гласных, так и согласных.
Фарингализированные звуки обозначаются в Международном фонетическом алфавите (МФА) знаком [ˁ], например /tˁ/.
К прочим типам вторичной артикуляции относятся: палатализация, ларингализация, глоттализация и лабиализация.

## Примеры фарингализованных согласных
Взрывные:
- фарингализованный глухой переднеязычный взрывной согласный. Пример звука: МФА: [tˤ]о файле, встречается (в арабском языке, в восточном иврите/иврите мизрахите и в библейском иврите);
- фарингализованный звонкий переднеязычный взрывной согласный. Пример звука: МФА: [dˤ]о файле (в арабском языке);
- фарингализованный глухой губно‐губной взрывной согласный. Пример звука: [pˤ] (в убыхском языке);
- фарингализованный звонкий губно‐губной взрывной согласный. Пример звука: [bˤ] (в убыхском языке и в илисуйском диалекте азербайджанского языка);
- фарингализованный глухой увулярный взрывной согласный. Пример звука: [qˤ] (в убыхском, цахурском, арабском языке, библейском иврите);
- фарингализованный звонкий увулярный взрывной согласный. Пример звука: [ɢˤ] (в цахурском языке).

Фрикативные:
- фарингализованный глухой альвеолярный сибилянт. Пример звука: МФА: [sˤ]о файле (в арабском языке и в восточном иврите/иврите мизрахите);
- фарингализованная глухая альвеолярная аффриката. Пример звука: [ʦˤ] (в библейском иврите);
- фарингализованный звонкий альвеолярный сибилянт. Пример звука: МФА: [zˤ]о файле (в арабском языке);
- фарингализованный глухой зубной щелевой согласный. Пример звука: [θˤ];
- фарингализованный звонкий зубной щелевой согласный. Пример звука: МФА: [ðˤ]о файле (в арабском языке);
- фарингализованный звонкий альвеолярный латеральный щелевой согласный. Пример звука: МФА: [ɮˤ]о файле (в классическом арабском языке);
- фарингализованный глухой губно-зубной спирант. Пример звука: [fˤ];
- фарингализованный звонкий губно-зубной спирант. Пример звука: [vˤ] (в убыхском языке);
- фарингализованный глухой увулярный фрикатив. Пример звука: [χˤ] (в убыхском, цахурском языке);
- фарингализованный звонкий увулярный спирант. Пример звука: [ʁˤ] (в убыхском, цахурском языке);
- фарингализованный глухой глоттальный щелевой согласный. Пример звука: [hˤ] (в цахурском языке).

Носовые:
- фарингализованный губно‐губной носовой согласный. Пример звука: [mˤ] (в убыхском языке).

Аппроксиманты:
- фарингализованный звонкий лабиовелярный аппроксимант. Пример звука: [wˤ] (в убыхском языке);
- фарингализованный лабиализованный пост-альвеолярный аппроксимант. Пример звука: [ɹ̠ˤʷ] (в американском варианте английского языка). Пример простого пост-альвеолярного аппроксиманта — МФА: [ɹ̠]о файле.